# Nick O’Riordan
Nick O’Riordan (* 1953) ist ein britischer Bauingenieur für Geotechnik.
Er ist promovierter Geoingenieur bei Arup, Arup Fellow, Direktor bei Arup und war dort 2009 bis 2017 Leiter für die weltweite Geotechnik. Er war seit 1977 bei Arup und baute dort die geotechnische Risikobewertung auf. Außerdem war er Gastprofessor an University of Southampton und ist Industrial Fellow der University of Bristol. 2018 hielt er die Rankine Lecture als erster Ingenieur aus der Bauindustrie seit der Rankine Lecture für Brian Simpson 25 Jahre zuvor.
O’Riordan erhielt 1977 seinen Bachelor-Abschluss in Bauingenieurwesen bei Robert Gibson und Kevin Nash am King’s College London, bevor er im selben Jahr bei Arup anfing. Ebenfalls 1977 promovierte er am King’s College in Bodenmechanik (Dissertation: Consolidation and settlement characteristics of interbedded alluvial deposits). Seine erste Aufgabe bei Arup war die Modellierung des Londoner Tons mit Brian Simpson und Tests von tiefen Pfahlgründungen bei der British Library.
Er veröffentlichte unter anderem über Offshore Geotechnik (Ravenspurn Plattform in den 1980er-Jahren) und Dämme auf weichem Ton-Untergrund, Pfahlgründungen in sehr steifen Tonen, Erdbebenrisiken für Bauten, er war verantwortlich für die Geotechnik beim Eisenbahnprojekt High Speed 1 und ab 2015 für die des neuen internationalen Flughafen von Mexiko-Stadt (auf sehr weichem Seeton und mit starker Erdbebengefährdung). Er arbeitete auch viel in Kalifornien und speziell San Francisco, wo er 2009 bis 2012 in der Arup Zweigstelle war (Gründung des 326 m hohen Salesforce Tower und des 181 Fremont Street Tower, Hafen von Long Beach, Pfahlgründungen mit Zementverpressung an der Spitze für die Gerald Desmond Bridge, der Untergrund des Transbay Transit Center) sowie in Italien (er spricht fließend Italienisch), wo er 2007 das Büro von Arup in Rom eröffnete. Zum Beispiel war er verantwortlicher Geotechnikingenieur beim Bau von Straßentunneln im Zentrum von Neapel. Er war Gerichtsgutachter in den USA und England für Geotechnik (Tunneleinstürze u. a.) und Bodenkontamination und erstellte früh in einigen seiner Projekte Energie- und Kohlendioxidbilanzen.
Zu seinen Projekten zählt die Stabilisierung der aufgegebenen Salzbergwerke unterhalb Northwich in Chester, die Gründung des Fernsehturms von Barcelona (Torre de Colleserola), die Hochgeschwindigkeitsbahnstation in Florenz (in 25 m Tiefe), die Gründung der Shannon Bridge in Athlone und der Liffey Bridge in Dublin, die Wiedernutzbarmachung des 60 Hektar großen Geländes der ehemaligen Schiffswerft von Chatham (Regeneration St. Mary’s Island), die Gründung des Reuters Gebäudes und die Gründung des Sainsbury-Flügels der Erweiterung der National Gallery in London (1980er-Jahre), wozu auch eine tiefe Baugrube unmittelbar neben der setzungssensitiven Bausubstanz der bestehenden Nationale Gallery erforderlich war. Außerdem leitete er die Tests für feste Fahrbahn (für Hochgeschwindigkeitszüge) in Kidsgrove. In den 1980er-Jahren war er auch an der Untersuchung des Einsturzes von Kalkstein-Bergwerken in den West Midlands beteiligt und am Entwurf der Gründung eines nie gebauten 400 m hohen Wolkenkratzers im La Defense Viertel von Paris.
2018 hielt er die Rankine Lecture (Dynamic soil-structure interaction – Understanding the Holocene, instrumenting the Anthropocene). Er ist Fellow der Institution of Civil Engineers.